# Santiago Freixa
Santi Freixa Escudé (Tarrasa, Barcelona, 13 de febrero de 1983) es un exjugador español de hockey hierba. Ocupaba la demarcación de delantero y militó la mayor parte de su carrera en el Club Atlètic Terrassa de su ciudad natal.
Fue internacional absoluto durante 14 años (2000–2014) y capitán de la selección española, totalizando 193 internacionalidades y 126 goles. Con ella disputó tres Juegos Olímpicos, proclamándose subcampeón olímpico en Pekín 2008 y campeón de Europa en Leipzig 2005.

## Trayectoria
Nacido en la ciudad más importante para el hockey español (Tarrasa), Santi Freixa comenzó desde niño la práctica y afición por el hockey, acudiendo a los partidos del Club Atlètic Terrassa, fundado por su abuelo en el año 1952. Cuatro de sus tíos (Xavier Escudé, Ignacio Escudé y Jaime Escudé) jugaron en un momento u otro en la selección española de hockey, siendo uno de ellos (Xavier) vencedor de una medalla de plata en los JJ. OO. de Atlanta 96. También es primo de Pol Amat.

### Selección nacional
Con la selección nacional ha disputado tres Juegos Olímpicos. Los de Atenas 2004, acabando en cuarta posición, los de Pekín 2008 en los que logró la medalla de plata y los de Londres 2012 en los que finalizó en sexto lugar.
En 2004, fue nombrado Mejor Jugador Joven del Mundo por la FIH y se proclamó campeón del Champions Trophy de 2004 celebrado en Lahore (Pakistán) y al año siguiente, campeón del Campeonato de Europa de 2005, celebrado en Leipzig (Alemania). Con la selección sub-21 se proclamó en el 2000, campeón de Europa de la categoría ante Alemania.

## Palmarés

### Selección nacional
- Campeonato de Europa Barcelona 2003: Subcampeón  PLATA
- JJ. OO. Atenas 2004: Cuarto
- Campeonato de Europa Leipzig 2005: Campeón  ORO
- Champions Trophy Madrás 2005: Tercero  BRONCE
- Campeonato del Mundo Mönchengladbach 2006: Tercero  BRONCE
- Champions Trophy Terrassa 2006: Tercero  BRONCE
- Campeonato de Europa Mánchester 2007: Subcampeón  PLATA
- Champions Trophy Rotterdam 2008: Subcampeón  PLATA
- JJ. OO. Pekín 2008: Subcampeón  PLATA
- Campeonato de Europa Ámsterdam 2009: Cuarto

### Clubes
- 3 Campeonatos de Liga (2004, 2005 y 2006)
- 1 Copa de SM el Rey (2006)

## Participaciones en Juegos Olímpicos
- Atenas 2004, puesto 4.
- Pekín 2008, plata olímpica.
- Londres 2012, puesto 6.